# Mehamn Lufthavn
Mehamn Lufthavn (IATA: MEH, ICAO: ENMH) er en lille norsk lufthavn, placeret ved landsbyen Mehamn i Gamvik kommune i Finnmark fylke. Lufthavnen blev åbnet i 1974 og ejes og drives af Avinor.
 
Lufthavnen er i øjeblikket, hvor gården "Sørfjord" var oppe tidligere. Gården var ejet af Leif og Therese Olaussen.

## Destinationer
|       | Flyselskab | Destinationer                                                               |
| ----- | ---------- | --------------------------------------------------------------------------- |
| Norge | Widerøe    | Alta, Berlevåg, Båtsfjord, Hammerfest, Honningsvåg, Kirkenes, Tromsø, Vadsø |

71°01′47″N 27°49′36″Ø / 71.02972°N 27.82667°Ø